# Прієго
Прієго (ісп. Priego) — муніципалітет в Іспанії, у складі автономної спільноти Кастилія-Ла-Манча, у провінції Куенка. Населення — 1124 особи (2010).
Муніципалітет розташований на відстані близько 120 км на схід від Мадрида, 43 км на північ від Куенки.

## Демографія
Динаміка населення (INE ):